# Mark Drakeford
Mark Drakeford (Carmarthen, 19 settembre 1954) è un politico britannico.
Primo ministro del Galles dal 2018 al 2024 e leader dei Laburisti gallesi per lo stesso periodo. In precedenza ha prestato servizio nel governo gallese come segretario di gabinetto per le finanze dal 2016 al 2018 e ministro per la salute e i sevizi sociali dal 2013 al 2016. Drakeford è stato eletto per la prima volta membro del Senedd (MS) per Cardiff West nel 2011.
Drakeford è stato eletto alle elezioni per l'Assemblea nazionale per il Galles del 2011 per Cardiff West. Nel 2013, il primo ministro Carwyn Jones ha nominato Drakeford nel governo gallese come ministro della salute e dei servizi sociali. È stato segretario di gabinetto per le finanze dal 2016 e 2018 e ministro per la Brexit dal 2017 al 2018. Nel 2018 è stato eletto il successore di Jones come leader laburista gallese e primo ministro. Ha guidato la risposta del governo gallese alla pandemia di COVID-19. Nelle elezioni diel Senedd del 2021, Drakeford ha portato i laburisti gallesi a vincere 30 seggi, a maggioranza laburista, ed è stato riconfermato primo ministro.
Drakeford è ampiamente considerato appartenente all'ala sinistra del Partito Laburista ed è sostenuto da alcuni membri di Welsh Labour Grassroots e Momentum. È stato l'unico membro del gabinetto in carica in qualsiasi parte del Regno Unito a sostenere Jeremy Corbyn nella sua candidatura alla leadership nazionale del Partito Laburista nel 2015, mentre era ministro della salute e dei servizi sociali.

## Biografia
Drakeford è nato nel villaggio di Carmarthen, nell'ovest del Galles, dove è cresciuto. Suo padre era un insegnante, i suoi nonni erano contadini. Dopo la laurea, ha studiato latino all'Università del Kent. Nel 1979 venne a Pontcanna, una comunità nella zona principale di Cardiff, dove ha vissuto da allora. Ha lavorato lì come ufficiale di libertà vigilata (Probation officer), si è preso cura dei giovani e ha guidato i progetti Barnardo's nelle città di Ely e Caraeu. La sua esperienza professionale lo ha visto iniziare a insegnare nelle università nei settori della politica sociale e delle scienze sociali applicate, prima come docente all'Università di Swansea e poi come professore all'Università di Cardiff.

## Carriera politica

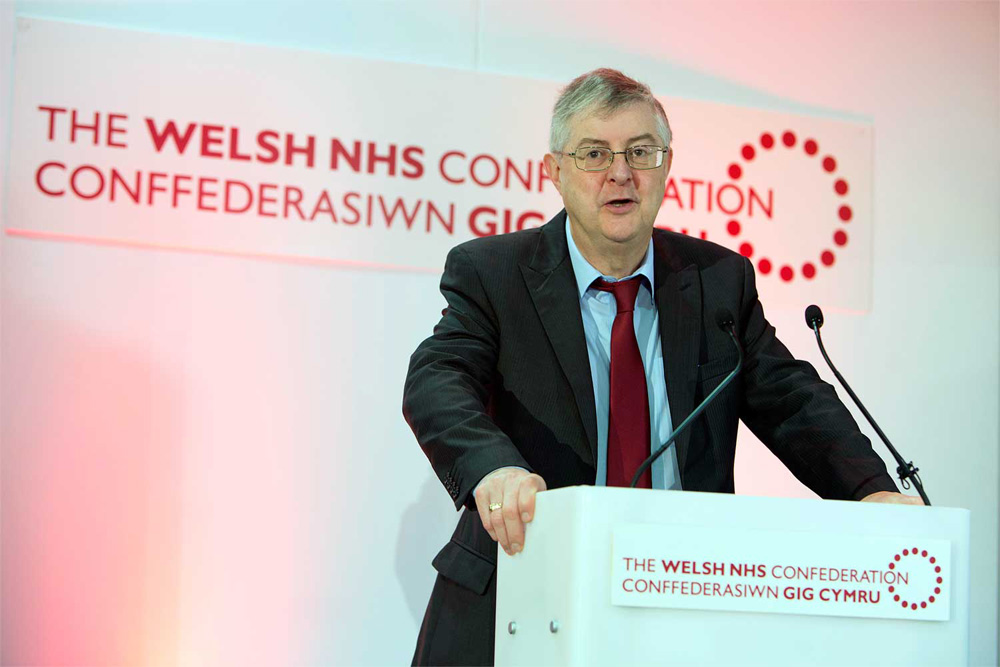
Mark Drakeford alla conferenza della Welsh NHS Confederation nel 2014.

Drakeford ha acquisito la prima esperienza in politica tra il 1985 e il 1993 come membro dell'Assemblea del distretto di South Glamorgan; lì si è particolarmente interessato alle questioni sulla politica educativa. Alle elezioni del maggio 1999, si candidò per un seggio all'Assemblea nazionale per il Galles nella circoscrizione elettorale Cardiff Central, ma fu sconfitto da Jenny Randerson dei Liberal Democratici. Tra il 2000 e il 2010, Drakeford è stato consigliere del governo gallese su questioni di politica sanitaria e sociale, e successivamente ha lavorato per l'ex primo ministro Rhodri Morgan. Durante questo periodo, Drakeford ha coniato il termine "chiara acqua rossa" per differenziare le idee politiche di Morgan dal "New Labour" di Tony Blair. Dato che Morgan aveva precedentemente annunciato il suo ritiro dalla politica, Drakeford poté assumere il seggio all'Assemblea nazionale per la circoscrizione elettorale di Cardiff West nelle elezioni del maggio 2011. Lì ha presieduto la commissione parlamentare per la salute e la sicurezza sociale. Nel maggio 2013, ha assunto la carica di Segretario di Stato alla banca governativa con la stessa area di responsabilità. Dopo aver mantenuto il suo mandato nel maggio 2016, Drakeford è stato nominato Ministro delle finanze e del governo locale. Come parte di un rimpasto di governo, ha consegnato quest'ultima responsabilità ad Alun Davies il 3 novembre 2017 ed è diventato responsabile della preparazione per la Brexit. In questa funzione, ha annunciato a settembre 2018 di essere a favore di un secondo referendum nel caso in cui i diritti dei lavoratori non fossero adeguatamente tutelati in un accordo di risoluzione. Inoltre, sostiene l'opinione dei sindacati secondo cui alla fine l'elettorato può decidere di andarsene.

### Primo ministro del Galles

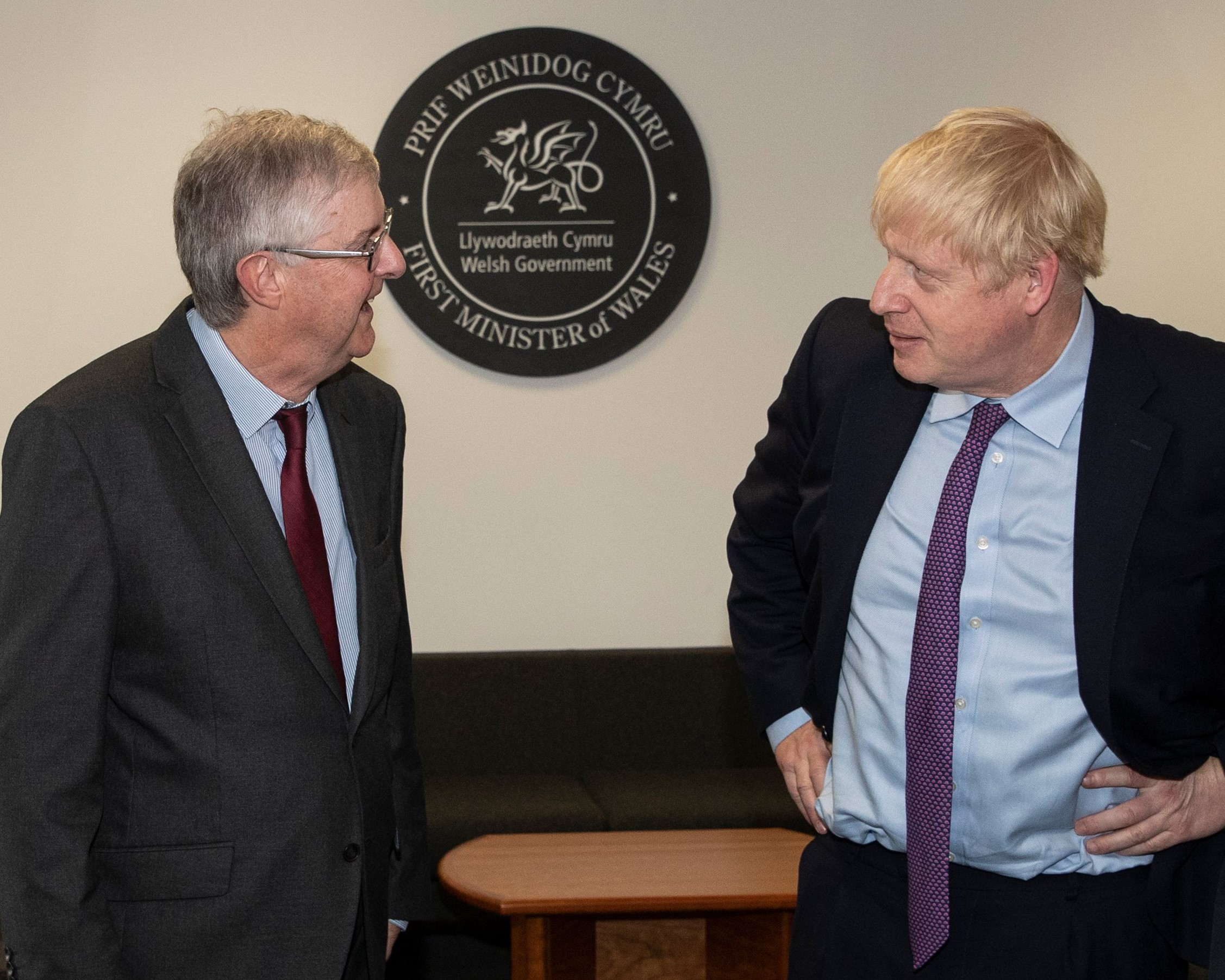
Mark Drakeford incontra il premier Boris Johnson per discutere della Brexit, 30 luglio 2019.

Dopo che il presidente e primo ministro laburista Carwyn Jones annunciò il proprio ritiro dalla politica attiva, Drakeford corse per la leadership del partito nelle successive votazioni. Fu uno dei favoriti fin dall'inizio e fu in grado di prevalere contro Vaughan Gething nella tornata del 6 dicembre 2018; Eluned Morgan aveva precedentemente lasciato la corsa. Il 12 dicembre il parlamento lo elesse come nuovo capo del governo, ricevendo 30 voti; il suo avversario, il conservatore Paul Davies, aveva 12 voti e Adam Price di Plaid Cymru 9 voti. I deputati del Partito per l'Indipendenza del Regno Unito si astennero. Dopo che la regina Elisabetta II ebbe dato la necessaria conferma, il giorno seguente prestò giuramento entrando in carica con il governo Drakeford I.
Drakeford si posiziona a sinistra del Partito Laburista. È stato l'unico membro gallese del governo a sostenere la candidatura di Jeremy Corbyn a presiedere l'intero partito nell'autunno 2015. Dopo essere stato eletto Primo ministro del Galles, Drakeford annunciò che il partito avrebbe seguito "tradizioni socialiste radicali" sotto la sua guida. Oltre a Rhodri Morgan, vede Aneurin Bevan e Michael Foot come modelli politici. Uno dei suoi compiti più urgenti per il futuro, oltre a far fronte alla Brexit, è risolvere il problema di costruire una circonvallazione altamente controversa per Newport e, all'interno del partito, curare i difetti causati dal licenziamento e dal successivo suicidio del Ministro Carl Sargeant. Sostiene inoltre il divieto di fumo nei centri urbani. A seguito delle elezioni gallesi del 2021, rimase in carica con il governo Drakeford II.

#### Pandemia di COVID-19
Come Primo ministro, Drakeford gestì la pandemia di COVID-19 in corso in Galles. Secondo una ricerca condotta dall'University College di Londra per il suo studio sociale COVID-19, la leadership di Drakeford portò a una migliore comprensione delle regole in Galles rispetto a quella di Boris Johnson in Inghilterra.
Il 23 marzo, il primo ministro britannico Boris Johnson, con l'accordo di tutti i governi devoluti, annunciò il fermo delle attività nel Regno Unito, lasciando aperti solo i servizi essenziali. Questo annuncio fu seguito dal primo ministro Drakeford che annunciò che le misure avrebbero riguardato anche il Galles e sarebbero entrate in vigore da quella sera. Le misure messe in atto impedivano alle persone di lasciare la propria casa per viaggi non essenziali, con l'esercizio esterno limitato a una volta al giorno. Le misure che controllavano l'esercizio fuori casa differivano da quelle in Inghilterra, dove quelle in Inghilterra non prevedevano una restrizione una volta al giorno, mentre la versione gallese limitava specificamente l'esercizio fuori casa a una volta al giorno, con una multa massima di £ 120, rispetto a £ 960 in Inghilterra. Il 20 maggio, il governo annunciò che l'ammenda massima sarebbe stata aumentata a £ 1.920.
Il 25 marzo il Coronavirus Act 2020 ricevette l'assenso reale, dopo essere passato attraverso entrambe le Camere del Parlamento del Regno Unito. Il giorno seguente vennero approvate dal Senedd le Norme sulla protezione della salute (restrizione da Coronavirus) in Galles del 2020, conferendo al governo gallese poteri di emergenza per affrontare vari aspetti della gestione della pandemia.

## Vita privata
Drakeford è membro dei sindacati Unite the Union e Unison e membro sostenitore del gruppo di lavoro LGBT. Si sposò nel 1977 ed ebbe tre figli. Rimase vedovo nel gennaio 2023.